# Mestwin I.

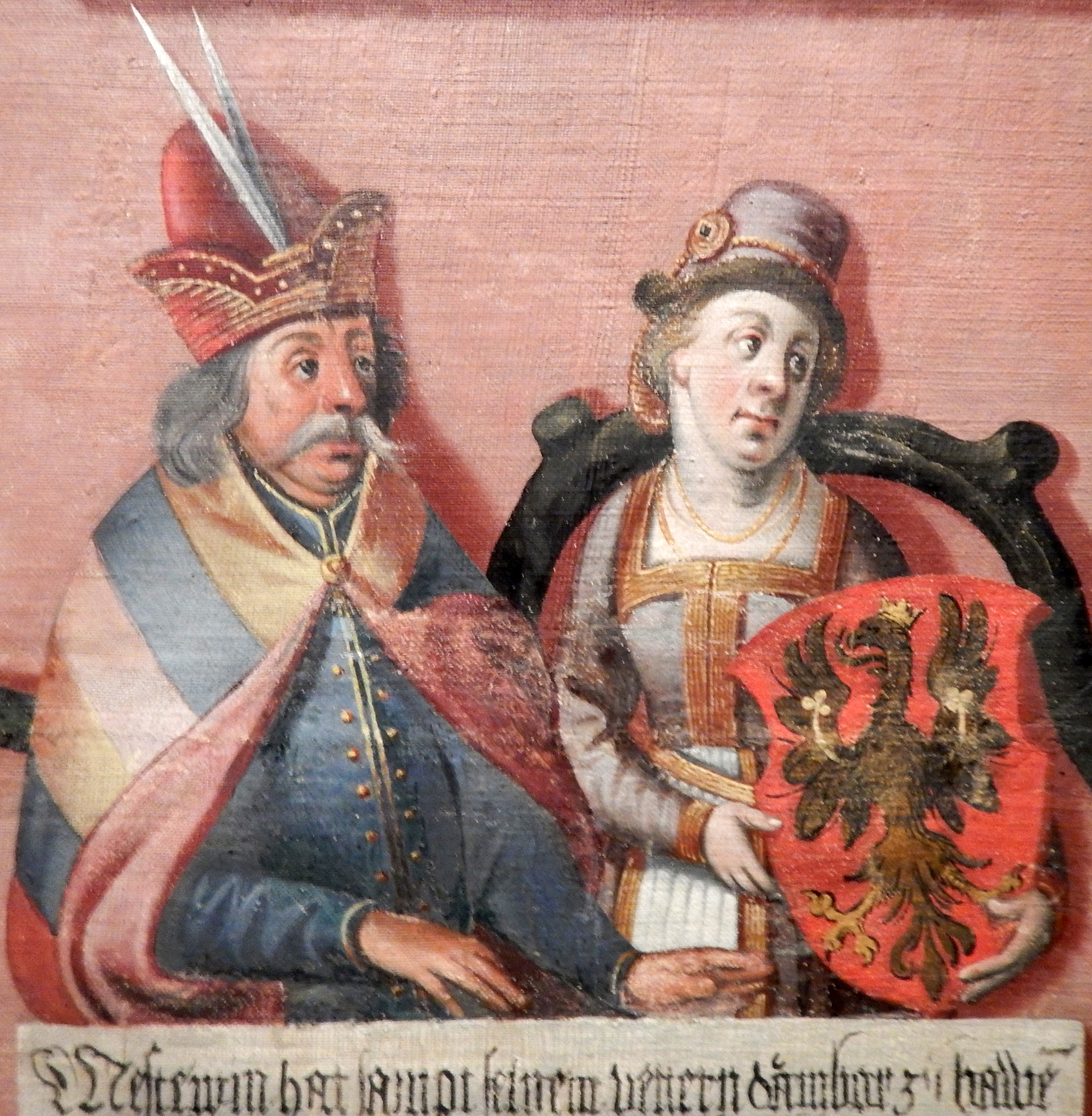
Mestwin I. mit seiner Gemahlin Zwinisława, aus dem Stammbaum der Greifen von Cornelius Krommeny, 1598.

Mestwin I. (polnisch Mściwoj, Mszczuj; * um 1160; † 1. Mai 1219 oder 1220) war ein Herzog in Pommerellen aus der Dynastie der Samboriden. In den Jahren 1210–1211 stand sein Herrschaftsbereich kurzzeitig unter der Hoheit des dänischen Königshauses.

## Leben und politischer Werdegang

Mestwin I., nach einem im Kloster Oliva vorhandenen Begräbnis-Denkmal Mestwins angefertigter Kupferstich (1749).

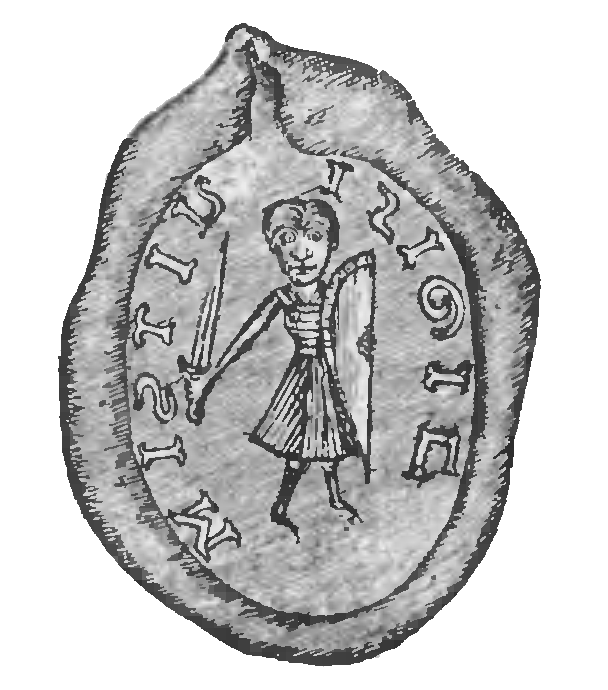
Siegel Mestwin I.

Mestwin I. war ein Sohn des Herzogs Sobiesław I. († 1187) und einer Schwester des Wojewoden Żyrosław von Kujawien aus dem Geschlecht der Pował, deren Name nicht überliefert ist. Sein Vorgänger war sein Bruder Sambor I.  In den Olivaer Tafeln hat Mestwin den Beinamen „pacificus“ (der Friedfertige). Als etwa 1207 die Familie Pował, der seine Mutter entstammte, ausstarb, machte er seine Erbansprüche auf das Gebiet der Kastellanei Wyszogród (heute Fordon) geltend. Er war mit Zwinisława († 1240) verheiratet, die wahrscheinlich eine Tochter von Herzog Mieszko von Polen war oder dem lokalen Landadel entstammte. Seine Herrschaft fiel in die Zeit der Hegemonie Dänemarks über den südlichen Ostseeraum. König Waldemar II. unterwarf Mecklenburg, Pommern und kurzzeitig das Herzogtum der Samboriden, Pommerellen. Die Freien Städte Lübeck und Hamburg hatten seine Schutzhoheit ebenfalls anerkannt.
Nach Johannes Voigt (1786–1863) war Pommerellen um diese Zeit schon von Polen völlig unabhängig. Dagegen musste Mestwin
1210 dem dänischen König den Lehnseid leisten, als dieser auf einem Kriegszug in das Pruzzenland auch Danzig eingenommen hatte.
Wahrscheinlich am 24. Juni 1209 stiftete Mestwin I., „von Gottes Gnade Fürst in Danzig“, „zu einem Kloster für die Nonnen, welche Gott und der heiligen Maria dienen“, mehrere Ortschaften zwischen der Radaune und ihrem Zufluss Stolpe. Da er die Zustimmung seiner vier Söhne und seiner Gemahlin hatte, fügte die Fürstin als ihren Anteil die ganze Oxhöfter Kämpe (Kępa Oksywska), das Dorf Bolschau im Burgbezirk Belgard sowie das Dorf Grabowo bei Schwetz hinzu. In den Urkunden ist festgelegt „freiwillig und gottergebenen Sinnes samt allem ihrem Geschmeide“.
Die bald nach 1209 errichtete Klosteranlage des Klosters Zuckau vermutet man an der Mündung der Stolpe in die Radaune. Das Kloster in Zuckau war ein Prämonstratenser-Nonnenkloster. Seine Gründung geschah nicht mit Hilfe benachbarter pommerscher Niederlassungen. Das wurde, vielleicht durch die dänisch-pommerschen Kämpfe in jener Zeit, verhindert. Mutterkloster für Zuckau war vielmehr das Sankt Vinzenzstift bei Breslau, das seit 1180 von Prämonstratensern besetzt war. Bereits 1201 bestätigte Papst Innozenz III. dem St. Vinzenzstift unter anderem eine Jacobikirche in Zuckau. Die Überlieferung lässt nicht erkennen, wie die Verbindung zwischen der Danziger Fürstenfamilie und dem Breslauer Sankt Vinzenzstift zustande kam. Die Gründung eines Nonnenklosters entsprach anscheinend einem Bedürfnis. Es sollte eine Versorgungs- und Bildungsstätte für die Töchter des Fürstenhauses und des pommerellischen Adels geschaffen werden. Das gab es in anderen Ländern auch.
Zuckau entwickelte sich zum Hauskloster für weibliche Angehörige des pommerellischen Fürstenhauses. Witosława, Tochter des Stifterpaares und Schwester von Swantopolk II. und Sambor II., ist als „magistra“ (Meisterin) dieses Klosters 1275 und 1289 nachgewiesen. Neben einer Novizenschule unterhielt das Kloster später auch eine Knaben- und eine Mädchenschule.
Von Mestwin I. ist außerdem bekannt, dass er in einer Versammlung polnischer Großer und hoher Geistlichkeit in Mąkolin im Jahre 1212 als Herzog (dux) auftrat, da er sich bereits 1211 von der dänischen Oberherrschaft gelöst hatte. Um 1213, anlässlich einer Bestätigung für das Kloster Zuckau, bezeichnete er sich aber wieder als „princeps“ (im Sinne eines Statthalters). Mestwin starb am 1. Mai 1219 oder 1220.
Mestwin I. teilte vor seinem Tode sein Herrschaftsgebiet nach slawischem Brauch unter seinen vier Söhnen auf. Swantopolk, der Älteste, erhielt das Gebiet um Danzig, Wartisław den südlichen Landesteil mit Schwetz und Mewe, Sambor erhielt die Residenz Lubiszewo bei Dirschau und Ratibor den Westteil mit dem Hauptsitz in Belgard. Wartisław starb in Schwetz um 1229, die Brüder teilten sich sein Herrschaftsgebiet auf. Swantopolk errang die Oberherrschaft über ganz Pommerellen durch den Besitz von Danzig und die Burgen Sartowitz, Zantir und Schwetz am Weichselufer.

## Ehe und Nachkommen
Mestwin hatte aus der Ehe mit Zwinisława vier Söhne und fünf Töchter:
- Swantopolk II. (ca. 1195–1266), Statthalter, ab 1227 Herzog von Pommerellen in Danzig
- Wartisław I. (ca. 1195–1227/1233), Herzog von Pommerellen in Schwetz und Mewe
- Sambor II. (ca. 1211/12–1276/1278), Statthalter, ab 1227 Herzog von Pommerellen in Liebschau und Dirschau
- Ratibor (ca. 1212–1272), Herzog von Pommerellen in Belgard
- Miroslawa (ca. 1190–1233/1240), als Gattin von Herzog Bogislaw III. durch Heirat Herzogin von Pommern
- Jadwiga (ca. 1200–1249), als Gattin von Herzog Władysław Odonic durch Heirat Herzogin von Großpolen
- Witosława (ca. 1205–1290), Priorin des Klosters von Zuckau
- NN (?–?), Nonne im Kloster von Zuckau
- NN (?–?), Nonne im Kloster von Zuckau